# Trichoribates monticola
Trichoribates monticola är en spindeldjursart som först beskrevs av Trägårdh 1902.  Trichoribates monticola ingår i släktet Trichoribates, och familjen Ceratozetidae. Arten är reproducerande i Sverige.